# Medaglia Cantor
La medaglia Cantor è un premio della Deutsche Mathematiker-Vereinigung, istituita in onore di Georg Cantor. Viene consegnata ogni due o più anni durante il meeting della società ad un matematico che parli il tedesco.

## Vincitori
- 1990 Karl Stein
- 1992 Jürgen Moser
- 1994 Erhard Heinz
- 1996 Jacques Tits
- 1999 Volker Strassen
- 2002 Yuri Manin
- 2004 Friedrich Hirzebruch
- 2006 Hans Föllmer
- 2008 Hans Grauert
- 2010 Matthias Kreck
- 2012 Michael Struwe
- 2014 Herbert Spohn
- 2017 Gerd Faltings
- 2019 Hélène Esnault[1]